# Lithophyllum complexum
Lithophyllum complexum M. Lemoine, 1929 é o nome botânico de uma espécie de algas vermelhas pluricelulares do gênero Lithophyllum, família Corallinaceae.
- São algas marinhas encontradas em Galápagos.

## Sinonímia
- Não apresenta sinônimos.